# Sevdalinka
Sevdalinka (někdy zkráceně sevdah) je unikátní hudební útvar Bosny a Hercegoviny s dlouhou a bohatou tradicí. Slovo sevdah pochází z arabštiny, z níž se prostřednictvím turečtiny dostalo do srbo-chorvatského jazykového prostoru, kde získalo významy „touha“, „milostné vzplanutí“ či „milostná strast“.
Kořeny sevdalinek sahají do doby, kdy si Osmané podrobili středověkou Bosnu a vznikají zde první sídla městského typu. Zejména vznik mahal, tj. městských obytných čtvrtí orientálního typu, podmínil posun životního stylu obyvatel bosenských měst směrem k jisté intimitě. Domy v mahalách byly rozdělené na ženskou část – haremluk – a mužskou část – selamluk, kromě toho byly tyto domy ohrazeny vysokými zdmi, takže ženy zůstávaly skryty mužským pohledům. Tím byla vytvořena patřičná atmosféra pro vznik sevdalinek, která z nich čiší dodnes.
Autoři sevdalinek jsou neznámí, takže sevdalinku chápeme jako lidový hudební útvar, jehož motivy se ale v druhé polovině 20. století využívaly ve zvláštním hudebním žánru nazývaném nově komponovaná lidová hudba, který spojoval motivy snad všech balkánských národů a oblastí.
Po hudební stránce se sevdalinka vyznačuje mírným či pomalým tempem a melismy, tj. skupinou tónů zpívaných na jednu slabiku, což podtrhuje melancholickou atmosféru jejího textu. Původně byl zpěv sevdalinky doprovázen hrou na saz (v případě mužského interpreta), ženy zpívaly sevdalinku bez hudebního doprovodu. Zpěv je (bez ohledu na pohlaví zpěváka) doprovázen malou hudební skupinou, v níž figuruje akordeon, housle, kytara, flétna či klarinet, kontrabas a buben. Text sevdalinky se zpravidla týká zamilovávání se, nešťastné lásce, ale nezřídka opěvuje přírodní krásy, historické postavy či události. Po jazykové stránce se sevdalinka vyznačuje častým užíváním turcismů.
Ačkoli je sevdalinka součástí hudební tradice Bosňáků (tj. muslimského obyvatelstva Bosny a Hercegoviny), je populární jak u ostatních národů Bosny a Hercegoviny, tak v Černé Hoře, Srbsku či Severní Makedonii.
Nejvýznamnějšími interprety sevdalinek 20. století byli či jsou Himzo Polovina, Nedžad Salković, Zaim Imamović, Safet Isović, Meho Puzić, Zekerijah Đezić, Omer Pobrić, Beba Selimovićová, Nada Mamulová, Zehra Deovićová, Hanka Paldumová a Silvana Armenulićová.